# Aphanognathus minutigranosus
Aphanognathus minutigranosus is een keversoort uit de familie vliegende herten (Lucanidae). De wetenschappelijke naam van de soort is voor het eerst geldig gepubliceerd in 1927 door Heller.